# Онженда, Эрвен
Эрве́н Онженда (фр. Hervin Ongenda; 24 июня 1995, Париж, Франция) — французский футболист, вингер.

## Клубная карьера
Эрвен Онженда — воспитанник футбольного клуба «Пари Сен-Жермен». Дебютировал в первой команде 6 января 2013 года в матче кубка Франции против «Арраса»
.
3 августа 2013 года в матче Суперкубка Франции против «Бордо» нападающий вышел на замену на 74-й минуте встречи и через 7 минут сравнял счёт в матче, завершившемся победой ПСЖ со счётом 2:1
.
Шесть дней спустя форвард впервые сыграл в Лиге 1, за 15 минут до конца встречи с «Монпелье» заменив на поле Марко Верратти
.
23 января 2017 года футболист объявил о переходе в нидерландский ПЕК Зволле с помощью своего профиля в Instagram. Онженда подписал с новой командой контракт на 3,5 года. В июле 2017 года Онженда расторг с клубом контракт.

## Карьера в сборной
Эрвен Онженда выступал за юношеские сборные Франции, начиная с 16-летнего возраста. С 2013 года играл за сборную Франции до 18 лет.

## Достижения
«Пари Сен-Жермен»
- Чемпион Франции (2): 2013/14, 2015/16
- Обладатель Суперкубка Франции: 2013, 2015
- Обладатель Кубка французской лиги: 2013/14, 2015/16
- Обладатель Кубка франции: 2015/16

## Статистика
| Клуб             | Сезон            | Чемпионат        | Чемпионат | Чемпионат | Кубки | Кубки | Еврокубки | Еврокубки | Всего | Всего |
| Клуб             | Сезон            | Лига             | Игры      | Голы      | Игры  | Голы  | Игры      | Голы      | Игры  | Голы  |
| ---------------- | ---------------- | ---------------- | --------- | --------- | ----- | ----- | --------- | --------- | ----- | ----- |
| Пари Сен-Жермен  | 2012/13          | Лига 1           | 0         | 0         | 1     | 0     | 0         | 0         | 1     | 0     |
| Пари Сен-Жермен  | 2013/14          | Лига 1           | 4         | 0         | 2     | 1     | 0         | 0         | 2     | 1     |
| Всего за карьеру | Всего за карьеру | Всего за карьеру | 1         | 0         | 2     | 1     | 0         | 0         | 3     | 1     |